# لیز مک‌کولگان
لیز مک‌کولگان (انگلیسی: Liz McColgan؛ زادهٔ ۲۴ مهٔ ۱۹۶۴) ورزشکار دو و میدانی اهل بریتانیا است.